# Anna's Archive
Anna's Archive è un motore di ricerca online open source e senza scopo di lucro di biblioteche ombra che facilita l'accesso gratuito a libri, paper scientifici, riviste, fumetti e documenti creato da un gruppo di archiviste e archivisti anonimi (noto come Anna e/o Pirate Library Mirror). Il progetto è nato dopo il tentativo di chiusura di Z-Library nel Novembre 2022 da parte del Dipartimento della giustizia degli Stati Uniti d'America e l'FBI, assistito da associazioni di autori ed editori quali The Publishers Association e Authors Guild.
Il progetto fornisce informazioni su codici ISBN (provenienti dal database di ISBNdb.com), libri del dataset Open Library e di biblioteche ombra (Library Genesis, Sci-Hub,Z-Library). Sul sito non è presente materiale sottoposto a diritto d'autore e i metadati indicizzati sono già disponibili pubblicamente. Il progetto è senza scopo di lucro, sostenuto e sviluppato grazie a donazioni. 

## Descrizione
I creatori del sito Anna's Archive credono "nella libera circolazione di informazioni e nella conservazione della conoscenza e della cultura". Il sito riporta che Anna’s Archive ("motore di ricerca non-profit e open-source per librerie ombra dove cercare libri, giornali, fumetti, riviste e altri documenti") è un progetto che si pone due obiettivi:
1. Conservazione: Backup di tutta la conoscenza e cultura dell'umanità.
2. Accessibilità: Rendere questa conoscenza e cultura disponibile a chiunque nel mondo[5][11][12].

## Controversie legali
Attualmente bloccato

Mappa dei Paesi in cui Anna's Archive è bloccato:
Attualmente bloccato

A seguito di un reclamo dell'Associazione Italiana Editori, nel gennaio 2024 l'AGCOM ha ordinato ai fornitori di connessioni internet italiani di bloccare l’accesso al sito tramite blocco DNS. Un simile blocco è avvenuto nei Paesi Bassi. Nel 2023 Anna's Archive ha reso pubblicamente disponibili 2 Terabyte dell'archivio di Worldcat ed è stato denunciato dall'Online Computer Library Center con una richiesta di danni per oltre 6 milioni di dollari.